# سی‌ام‌ای سی‌جی‌ام مارکو پولو
سی‌ام‌ای سی‌جی‌ام مارکو پولو (به انگلیسی: CMA CGM Marco Polo) یک کشتی است که طول آن ۳۹۶٫۰ متر (۱٬۲۹۹ فوت ۳ اینچ) می‌باشد. این کشتی  در سال ۲۰۱۲ ساخته شد.